# بلدة بيدفورد (مقاطعة ميغز)
بلدة بيدفورد (بالإنجليزية: Bedford Township)‏ هي واحدة من اثنتي عشرة بلدة في مقاطعة ميغز، أوهايو، الولايات المتحدة. وجد تعداد عام 2000 1212 شخصًا في البلدة.

## الاسم والتاريخ
على مستوى الولاية، تقع مقاطعة كوشوكتون الأخرى الوحيدة في مقاطعة كوشوكتون.

## روابط خارجية
- موقع المقاطعة